# Oranje-bulletin (verzetsblad, Groningen)
Oranje-bulletin was een verzetsblad uit de Tweede Wereldoorlog, dat vanaf 10 januari 1945 tot en met 21 april 1945 in Groningen werd uitgegeven. Het blad verscheen onregelmatig in een gestencilde oplage van 700 exemplaren. De inhoud bestond voornamelijk uit algemene artikelen en nieuwsberichten.
Op initiatief van A.J. (Hans) van der Leeuw in Den Haag werd deze uitgave ter hand genomen door de nog in het noorden verblijvende medewerkers van De ploeg, een verzetsblad dat in de periode juli 1943 - september 1945 werd uitgegeven in Groningen en Den Haag. Die medewerkers trokken daarbij onmiddellijk een aantal andere medewerkers aan. De praktische uitvoering berustte bij M.J. Hartgerink. Begin 1945 werden echter vrijwel geen regeringsinstructies meer gegeven. Daarom bevatten de nummers bijna alleen oorlogsnieuws. Voor het stencilen werd gebruik gemaakt van de illegale stencilmachine van het (opgeheven) studentencorps.

## Betrokken personen
- A.J. van der Leeuw
- M.J. Hartgerink

## Gerelateerde kranten
- De ploeg (verzetsblad, Groningen-'s-Gravenhage)[3]